# Глазчатая коровка
Коровка глазчатая (лат. Anatis ocellata) — вид божьих коровок из подсемейства Coccinellinae.

## Описание
Жук небольших размеров; в длину достигает 8—10 мм. Голова и переднеспинка чёрные, два пятна на темени, два — перед щитком и боковые края переднеспинки жёлты, бока с чёрным пятном на жёлтом фоне. Надкрылья жёлтые или красноватые, каждое с десятью или менее чёрными пятнами, обычно окружёнными светлыми ободками, иногда пятна соединяются в продольном или поперечном направлении, иногда исчезают.

## Экология
Встречается эта коровка на хвойных, где питается тлями.

## Вариации
В составе рода:
- Anatis ocellata var. bicolor Weise
- Anatis ocellata var. boeberi Ceder
- Anatis ocellata var. linnaei Weise
- Anatis ocellata var. vulgaris Weise